# Marcel Tuihani
 (avril 2021).
Marcel Tuihani Junior, né le 24 novembre 1971 à Papeete, est un homme politique français, membre et président du Te Ora Api o Porinetia. Il a été président de l'Assemblée de la Polynésie française du 15 septembre 2014 à mai 2018.

## Biographie
Avant d'entamer une carrière politique, il est ingénieur en technologies de l’information et en communication. Il travaille à l’Office des postes et télécommunications de Polynésie pendant 17 ans, chargé notamment du développement du câble Honotua.
Il entame en 2008 une carrière dans la sphère politique et publique. Il devient cette année-là conseiller technique chargé des technologies de l’information et de la communication auprès du Président de la Polynésie française, puis conseiller technique chargé de l’économie numérique auprès du ministre du tourisme et de l’économie numérique.
En 2010, il devient directeur de cabinet du ministre de la solidarité, avant d’être nommé en mai 2010 directeur général de l’Office polynésien de l'habitat (OPH) jusqu’en juin 2011.
Lors du grand congrès du Tahoera’a Huiraatira, il est élu secrétaire général du mouvement en 2011. Il contribue à la reconstruction du parti conduit par Gaston Flosse, qui conduira le Tahoera’a Huiraatira à la victoire lors des élections territoriales du 5 mai 2013, avec 38 représentants sur 57. 
En mai 2013, il est nommé ministre du logement, des affaires foncières, de l’économie numérique et de l’artisanat, chargé de l'accession à la propriété des logements sociaux et des remblais maritimes et de la communication et porte-parole du gouvernement.
Lors des élections municipales de mars 2014, il conduit pour la première fois sa liste pour la mairie de Paea et entre ainsi au conseil municipal avec deux autres colistiers,.
Le 15 septembre 2014, il est élu président de l’Assemblée de la Polynésie française en remplacement d’Édouard Fritch élu président de la Polynésie française.
Le 4 septembre 2015, il est élu président délégué du Tahoera’a Huiraatira,.
Avec Gaston Flosse, il est mis en examen le 24 décembre 2014 pour l'affaire dite de la vaisselle de la présidence. Par ordonnance du mois d'avril 2016 du juge d'instruction, Marcel Tuihani bénéficie d'un non-lieu même si Flosse est toutefois poursuivi,,.
Désormais sans étiquette, depuis sa démission du Tahoera’a Huiraatira, Marcel Tuihani crée son propre parti politique en 2018, Te ora api no Porinetia. Il ambitionne de se présenter aux élections municipales de 2020 à Papeete.

### Président de l’assemblée
Marcel Tuihani fut le plus jeune président de l’assemblée de la Polynésie française et le premier élu pour la durée du mandat, dans le cadre des modifications apportées à la loi organique en 2011. Auparavant le président de l’assemblée et le bureau de l’assemblée étaient réélus chaque année, ce qui était devenu source d’instabilité. Il est appelé à la présidence de l’assemblée en remplacement d’Édouard Fritch élu président de la Polynésie française à la suite de l’inéligibilité de Gaston Flosse devenue définitive le 5 septembre 2014 et auquel le président de la République François Hollande a refusé le recours en grâce. 

#### Une entrée tardive en politique
Marcel Tuihani Jr est le fils de Marcel Tuihani Sr qui fut durant de nombreuses années le trésorier du Tahoera’a Huiraatira, parti de Gaston Flosse qui domina la vie politique durant près d’un demi-siècle. Marcel Tuihani Jr n’entra en politique que tardivement, lors de la campagne en vue des élections territoriales de 2013. Il fut appelé par Gaston Flosse, avec d’autres jeunes comme Nuihau Laurey (Vice-président et sénateur) et Jean Paul Tuaiva (député). Ils incarnèrent alors un renouveau du parti autonomiste et jouèrent un rôle déterminant dans la reconquête du pouvoir par le Tahoera’a Huiraatira en 2013. 
De fait, Marcel Tuihani, alors membre du gouvernement de Gaston Flosse, fut élu président de l’assemblée le 15 septembre 2014 et jusqu’au 16 mai 2018, soit 3 ans et presque 8 mois. Il engagea la rénovation des locaux et la réforme de l’institution. Il mit en place notamment la commission d’évaluation des politiques publiques, dépoussiéra le règlement intérieur de l’institution et réorganisa les services qu’il réduisit de moitié (ils passèrent de 10 à 5). Il donna de la consistance à la convention signée en 2012 avec l’Assemblée nationale et mis en œuvre celle qu’il signa avec le président du Sénat. Il initia et signa aussi avec le président du Congrès de la Nouvelle-Calédonie et le président de l’Assemblée territoriale de Wallis-et-Futuna une convention pour rapprocher les institutions des trois collectivités françaises du Pacifique avec l’objectif de favoriser le partage d’expérience et le rapprochement. Soucieux des questions environnementales, il fit de l’Assemblée de la Polynésie française la première institution équipée de deux centrales photovoltaïques et signa une convention avec le syndicat intercommunal Fenua Ma pour la mise en œuvre du tri sélectif au sein de l’institution au nom de « l’exemplarité ». Désireux de valoriser l’institution et de permettre à la jeunesse polynésienne de se réapproprier son histoire, il organisa des expositions, des conférences et des colloques, notamment pour les 70 ans de l’Assemblée (le 11 mars 2016) et pour les 140 ans du décès de la reine Pomare IV (le 14 septembre 2017) qui occupa les lieux de Tarahoi avant l’Assemblée et à laquelle il dédia une statue installée dans les jardins, œuvre du sculpteur Teva Victor. Pour la première fois l’événement permit de réunir les descendants de la famille royale Pomare.

#### L'hommage deFrançois Hollande
À peine élu président, Marcel Tuihani doit affronter en 2015 l’éclatement du Tahoera’a Huiraatira et la création d’une nouvelle majorité conduite par le président Edouard Fritch désireux de s’affranchir de Gaston Flosse. 
Durant cette période, Marcel Tuihani œuvre pour assurer le bon fonctionnement de l’assemblée et veille à éviter tout blocage des institutions. De fait, tous les textes et tous les budgets sont adoptés quand bien même le président Édouard Fritch et son gouvernement ne possédaient pas encore une majorité stable au sein de l’hémicycle. 
Le Haut commissaire de la République en Polynésie française, Lionel Beffre, clos la polémique naissante et déclare sur le plateau du journal de Polynésie La 1re, le 19 juin 2015 : « J’ai pu observer avec intérêt et satisfaction que le budget avait été voté, que le contrat de projet était passé, que la convention sur le retour de l’État dans le RST était également passé et dernièrement que le collectif budgétaire avait été voté. C’est pour ça que je dis que l’instabilité se trouve plus souvent dans les fantasmes ou dans les têtes que dans la réalité. »
Lors de sa visite officielle en Polynésie française, le président de la République François Hollande dans son discours solennel prononcé à la présidence le 26 février 2016, rend hommage à l’action de Marcel Tuihani : « Je salue le sens des responsabilités de tous les conseillers et aussi du président de l’assemblée de la Polynésie française, Marcel Tuihani, qui veille à faire fonctionner vos institutions. Parce que, parlons-nous franchement, il y a eu trop d’instabilité, trop de blocages ces dernières années. »

#### Jeter les bases d'un nouveau projet de société
Lors de son dernier discours officiel en tant que président de l’assemblée, le 21 septembre 2017, il jetait les bases de sa vision future : 

« J’évoque souvent cette capacité à vivre ensemble. Elle constitue à mes yeux l’essence même de notre société polynésienne. C’est elle qui donne sens à l’action politique, à la solidarité et au partage qui nourrissent l’identité polynésienne et la juste aspiration de chacun à mieux vivre. C’est pourquoi je suis convaincu que nous devons construire un nouveau projet de société, car de toute évidence le modèle qui est le nôtre a atteint ses limites. (…) Ces gens-là vous diront toujours, que c’est peine perdue, que la seule loi qui compte c’est le chacun pour soi. Or, nous avons tous conscience que ce chacun pour soi nous étouffe. (…) Ces mêmes gens me traiteront sans doute de doux rêveur et d’utopiste. Je leur répondrais simplement : il n’y a pas de progrès sans utopie. Tout changement a d’abord commencé par un rêve. »

— Marcel Tuihani

### Te Ora Api O Porinetia
Marcel Tuihani lance son propre mouvement politique Te Ora Api O Porinetia (le nouveau destin de la Polynésie), et inaugure sa permanence le 15 novembre 2017. Le 2 janvier 2018 il lance officiellement son parti dans la bataille des élections territoriales.

#### Réformes et moralisation de la vie politique
Son objectif est double : d’une part, tracer une nouvelle voie aux élections territoriales du 22 avril et 6 mai 2018 en proposant une liste composée de gens nouveaux issus de la société civile, et d’autre part, proposer une alternative aux grandes formations politiques qui dominent la scène politique polynésienne sur la base d’un programme axé sur la famille, la valorisation des ressources propres, le logement, la création de dispositifs de soutiens favorisant l’emploi, et la restauration des valeurs comme le travail et la moralisation de la vie politique au travers d’une citoyenneté active.

« Bien évidemment, je suis fondamentalement autonomiste, c’est-à-dire que je souhaite travailler avec la France (…). Il n’est pas question pour moi d’agir pour l’indépendance », déclare-t-il à la presse le jour de l’inauguration. « Nous sommes un mouvement soucieux de défendre les valeurs fondamentales qui constituent le socle de notre diversité et de construire un nouveau cadre à l’action politique. La probité et la transparence sont les éléments moteurs du mouvement politique Te Ora Api O Porinetia. »

— Marcel Tuihani
À moins de quatre mois du premier tour des élections, Marcel Tuihani sait que le temps est trop court pour installer un nouveau mouvement dans le paysage politique et trouver un espace d’expression suffisant au milieu des grandes formations politiques déjà installées et que favorisent, au nom de la stabilité, la loi électorale de 2011. Pour mettre un terme à l’instabilité qui caractérisa les années 2004 à 2013, dites « les années du Taui » (le changement), la loi organique de 2004 fut modifiée à trois reprises, en 2007, en 2008 et en 2011, successivement par Christian Estrosi, Yves Jégo et Marie-Luce Penchard lorsqu’ils furent tour à tour ministre des Outremers sous la présidence de Nicolas Sarkozy.

#### Un début difficile mais prometteur pour un tout jeune parti politique
Les dernières modifications opérées en 2011 (Loi organique no 2011-918 du 1er août 2011) fixent le seuil d’accès au second tour à 12,5 % des suffrages exprimés (entre 15 000 et 20 000 voix) et offre une prime majoritaire de 19 sièges sur 57 représentants à la liste qui obtient la majorité absolue au premier tour ou qui arrive en tête au second tour. 
La liste conduite par Marcel Tuihani, Te Ora Api O Porinetia, est officiellement déposée le lundi 26 mars 2018 et elle est présente dans les 8 sections. Son mouvement arrivera en quatrième position, derrière les trois grandes formations (Le Tapura Huiraatira du président sortant Edouard Fritch, réélu, le Tahoera’a Huiraatira de Gaston Flosse, le Tavini Huiraatira d’Oscar Temaru), et sera la première des trois petits partis en compétition au premier tour du scrutin du 22 avril 2018. Marcel Tuihani recueillera 4607 suffrages, soit 3,7 % des suffrages exprimés lors du premier tour, soit sous le seuil de 5 % fixé par la loi pour pouvoir fusionner au second tour avec une autre liste. Un début difficile mais prometteur pour un tout jeune parti politique. 
Interrogé par les médias, Marcel Tuihani se déclare « satisfait de ses résultats » qu’il considère « honorables pour un coup d’essai. » Il confirme également que sa vie politique « ne fait que commencer » et que « ces élections ne sont pas la fin mais le début de sa véritable carrière politique. » « Je ne baisserai pas les bras » dit-il. S’exprimant au siège de son mouvement avec ses colistiers pour faire le bilan de cette première campagne et se positionner pour le second tour, il déclare à la presse présente : « Je ne donne pas de consigne de vote pour l’une des listes. Naturellement, je laisse la liberté de vote aux 4 607 voix qui ont apporté leur confiance à Te Ora Api. Aujourd’hui, je ne me reconnais dans aucune des trois listes […]. La porte n’est pas fermée sur l’ensemble des listes. J’appelle les citoyens à observer le comportement des trois listes… Si le vote devait se dérouler aujourd’hui, je voterais blanc… » À cette occasion, Marcel Tuihani confirme qu’il part avec son parti à la conquête de la capitale, Papeete, lors des élections municipales de 2020. 